# Tangkas (Klungkung)
Tangkas is een bestuurslaag in het regentschap Klungkung van de provincie Bali, Indonesië. Tangkas telt 2367 inwoners (volkstelling 2010).